# Селиванов, Владимир Юрьевич
Владимир Юрьевич Селиванов (род. 22 июля 1985, Лысьва, Пермская область, СССР) (VAVAN) — российский актёр, музыкант, участник КВН. Наиболее известен по роли Вована в комедийном сериале «Реальные пацаны», выходившем на телеканале «ТНТ».

## Биография
Родился 22 июля 1985 года в городе Лысьва Пермского края. Отец — механик на заводе, мать — продавщица в магазине. Учился в общеобразовательной школе № 6, в подростковом возрасте серьёзно занимался борьбой. Получив среднее образование, поступил на режиссёрский факультет Пермского института культуры.

В годы студенчества увлёкся игрой в КВН и вместе с друзьями организовал команду «Степлер». 
Я всегда был лысьвенским повесой. Да, все началось с КВН. Просто люблю внимание, люблю смешить людей, люблю, когда мной восторгаются. Мне очень помог мой друг Михаил Шулятьев. Мы играли в одной команде КВН и, когда оканчивали 11 класс, он меня уговорил подавать документы в Институт культуры. А я всерьёз готовился поступать в политех. Но тогда я бредил КВН, и мы всё-таки пошли на подготовительные курсы в Институт культуры.

## Личная жизнь
Был женат, имеет дочь Еву. По словам актера, будущая жена написала ему в Инстаграме.
В мае 2023 сообщил о разводе с женой Викторией. На 2023 год в отношениях с блогером Александрой Калмыковой, 21 ноября 2023 года стало известно, что пара ожидает сына.

## Карьера на телевидении
Выступал в пермском филиале «Comedy Club» с миниатюрами собственного сочинения в трио «Sex Pistols», в состав которого вошли Владимир Селиванов, Антон Богданов и Станислав Тляшев. Все трое позже снялись в сериале «Реальные пацаны».
В 2010 году получил предложение сыграть комедийном сериале «Реальные пацаны».
В марте 2017 года состоялась премьера нового сезона «Реальных пацанов».
В 2018 году принял участие в шоу «Импровизация» на телеканале ТНТ.
В 2019 году принял участие в шоу «Форт Боярд» на телеканале СТС.
В сентябре 2022 года стал участником третьего сезона шоу телеканала ТНТ «Звёзды в Африке. Битва сезонов», где занял 7-е место. В этом же году принял участие в проектах «Звездная кухня», «Кто умнее?», «Галустян +».
В 2023 году был приглашенным гостем на YouTube шоу «Клик Клак — кажется Нащупал». Так же принял участие в шоу Азамата Мусагалиева «Я себя знаю»; шоу «МузLOFT» c Станиславом Ярушином; шоу «Кондитер» и «Пацанки» на телеканале «Пятница»; шоу «Это мы».
Мне интересно совмещать, я не могу выбрать для себя что-то одно. Когда получаю импульс писать музыку, иду в студию, концентрируюсь на творчестве. Если начинаются съёмки, погружаюсь в них.

## Музыкальная карьера
В 2017 году вместе с группой «Раён» принял участие в реалити-шоу «Минута славы» с композицией «Велосипед».
— Музыка — это моё. Могу на студии часами и сутками сидеть. Это сейчас мой приоритет, я себя позиционирую как музыканта и певца. И очень приятно, что всё больше людей подходит и представляются фанатами именно моего музыкального творчества. Я стараюсь сместить акцент с героя Вована в сторону музыканта. Какие-то черты нас, конечно, роднят, но не хочу, чтобы моё творчество воспринималось как «у того парня из сериала». Хочу, чтобы мою лирику слушали, читали и принимали.
На 2023 год Селиванов выступает в жанре хип-хоп под псевдонимом VAVAN.
В 2018 году состоялась премьера клипа «Выдыхай». В 2019 году выпустил клип «Девочка, качай», который собрал 2 миллиона просмотров.
В 2020 году вышел клип «Шагай». В это же время подписал контракт с международным музыкальным лейблом Sony Music Russia, где и представил композиции «Таю», «Малая, сияй» и «#некорона» — сингл, записанный вместе с Ноггано.
В 2021 году состоялись релизы песен «Ая — яй — яй» с Сергеем Жуковым, «Послала», «Амур» с певицей Лилая и «Суетолог». В этом году международный музыкальный лейбл Sony Music Russia присвоил синглам «Буду целовать», «Малая, сияй» и «Зажигалка» золотой статус.
В 2022 году состоялись релизы: «Кушать пармезан», «Третий лишний», а также «Аниме» feat. Нигатив и «Сказочный десант» feat. Galibri&Mavik. В октябре у артиста вышел дуэт с Агатой Муцениеце — сингл «Субботним вечером», который набрал 10 миллионов просмотров. Артисты вместе снимались в клипе, который вышел в поддержку релиза.
6 декабря в прямом эфире утреннего шоу «1+1» на «Новом радио» артист анонсировал релиз сингла «Бедняк» примерно через месяц — в январе 2023 года. В данном клипе приняли участие Kara Kross, Саша Стоун, Стас Ярушин, Владимир Сычев, Светлана Пермякова, Олег Верещагин.

## Блогерская деятельность
Обладает наградой «Серебряная кнопка» видеохостинга YouTube.

## Актёрская карьера
Начал кинокарьеру в 2010 году, снявшись в комедийном сериале «Реальные пацаны».
В 2015 году сыграл в спортивной драме «Воин» и втором сезоне сериала «Сладкая жизнь». В 2016 году снялся в комедийном сериале «Бедные люди». В 2017 году снялся в комедии «Zомбоящик». В 2020 году снялся в фильме «Реальные пацаны против зомби». В 2022 году сыграл в новогодней комедии «СамоИрония судьбы!». В 2023 году сыграл в сериале «Соцсети».

## Дискография

### Альбомы
- 2016 год — альбом «Женщины. Свобода»

### Синглы
- 2018 — «Вредная привычка»
- 6.08.2018 — «Как хорошо»
- 6.12.2018 — «Девочка, качай»
- 2020? — «Шагай»
- 15.03.2020 — «Растапарадайз»
- 1.04.2020 — «Зажигалка»
- 7.08.2020 — «Папина Машина»
- 25.09.2020 — «Малая, сияй»
- 1.12.2020 — «Таю»
- 17.12.2020 — «#некорона» feat. Ноггано
- 2021? — «Буду целовать»
- 2021 — «Послала» feat. Real Girl
- 2021 — «Суетолог»
- 9.12.2021? — «Половинка»
- 7.04.2021 — «Ай — яй — яй» feat. «Руки Вверх!»
- 18.05.2021 — «Амур» feat. Лилая
- 7.12.2021 — «С Новым Годом» feat. Stazzy
- 2022 — «Кушать пармезан»
- 2022 — «Третий лишний»
- 2022 — «Аниме» feat. Нигатив
- 26.04.2022 — «Красавица»
- 5.07.2022 — «Сказочный десант» feat. Galibri & Mavik
- 15.10.2022 — «Субботним Вечером» feat. Агата Муцениеце
- 19.01.2023 — «Бедняк»
- 07.04.2023 — «Угли»
- 2023 — «Веснушки»
- 21.12.2023 — «ТЯП ЛЯП»
- 29.02.2024 — «Батут»

### Клипы
- 2018 год — «Вредная привычка»
- 2019 год — «Девочка, качай»
- 2020 год — «Шагай»[18][неавторитетный источник]
- 2021 год — «Послала» feat. Real Girl
- 2021 год — «Суетолог»
- 2021 год — «С Новым Годом» feat. Stazzy
- 2022 год — «Субботним Вечером» feat. Агата Муцениеце
- 2023 год — «Бедняк»
- 2023 год — «Угли»
- 11.01.2024 г. — «ТЯП ЛЯП»

### Комментарии
1. ↑  Под псевдонимом VAVAN выступает как музыкант.